# Dieter Schulz (Mediziner)
Dieter J. Schulz (* 5. Januar 1938 in Elbing, Westpreußen) ist ein deutscher Mediziner. Er war Privatdozent für Chirurgie an der Chirurgischen Universitätsklinik Bonn und Leiter der Chirurgie am St.-Antonius-Hospital in Eschweiler.

## Leben
Dieter Schulz wurde als Sohn des Amtsrats Nikolaus Schulz und dessen Frau Klara, geb. Saal, in Elbing (Westpreußen) geboren. Nach dem Abitur am Ernst-Moritz-Arndt-Gymnasium in Bonn 1958 und dem verlängerten, achtzehnmonatigen Grundwehrdienst studierte Schulz ab dem Wintersemester 1959 Medizin an der Rheinischen Friedrich-Wilhelms-Universität Bonn und an der Heinrich-Heine-Universität Düsseldorf. Im August 1965 bestand er in Bonn die ärztliche Prüfung und war von 1965 bis 1966 als Medizinalassistent an der Bonner Universitätsklinik und in der Gynäkologischen Abteilung des St. Anna-Hospitals in Köln tätig. Im Mai 1967 wurde Schulz an der Chirurgischen Universitätsklinik Bonn mit einer von Alfred Gütgemann betreuten Arbeit über Diabetes mellitus bei schweren Leberparenchymschäden und seine Bedeutung für operative Maßnahmen bei Leberkranken promoviert.
Nach der Promotion war Schulz Wissenschaftlicher Assistent an der Chirurgischen Universitätsklinik Bonn und habilitierte sich dort 1976 mit einer Arbeit über Die Plasmakonzentration von Cortisol, Insulin, Glucose und Gastrin im haemorphagischen Schock des Hundes. Zu Beginn der 1980er Jahre übernahm Schulz die Leitung der Chirurgie am St.-Antonius-Hospital in Eschweiler und lehrte zudem als Privatdozent an der Universität Bonn. Dort war er unter anderem Doktorvater des späteren Kinder- und Jugendpsychiaters Michael Winterhoff.

## Schriften
- Diabetes mellitus bei schweren Leberparenchymschäden und seine Bedeutung für operative Maßnahmen bei Leberkranken. (Bonn, Univ., Diss., 1967).
- Die Plasmakonzentration von Cortisol, Insulin, Glucose und Gastrin im haemorphagischen Schock des Hundes. (Bonn, Univ., Habil.-Schr., 1976).

## Nachweise
1. ↑  Lebenslauf in Dissertation: Schulz, Diabetes.
2. ↑  Kürschners Deutscher Gelehrten-Kalender, 17. Ausg. (1996), Bd. 2: Medizin, Naturwissenschaften, Technik, Berlin/New York 1996, S. 1278.

| Personendaten    | Personendaten       |
| ---------------- | ------------------- |
| NAME             | Schulz, Dieter      |
| ALTERNATIVNAMEN  | Schulz, Dieter J.   |
| KURZBESCHREIBUNG | deutscher Mediziner |
| GEBURTSDATUM     | 5. Januar 1938      |
| GEBURTSORT       | Elbing, Westpreußen |